# Wooyeon
朴鎮更（：／ Park Jin Kyoung，2003年2月11日—），藝名宇妍（韓語：우연），韓國女歌手 ，為女子組合WOOAH成員之一，在隊內擔任副唱。

## 早年生活
宇妍出生於首爾特別市瑞草區，為家中的獨生女。
練習生時期為一年，曾在SM娛樂當過練習生，也有在JYP娛樂等的多個娛樂公司被選角的經歷。
崇拜IU和太妍，在電台訪談中提到因爲她們而有了歌手夢。
高中時在瑞文女子高等學校的樂團社團裡擔任主唱，加入了一年之後因爲要專注於練習生生活而退出。
在SM娛樂當練習生的這段期間，因遲遲進不了出道組，父母與公司商議後決定離開SM娛樂。NV娛樂代表金奎仲(音譯)籌備新女團期間聽聞宇妍離開SM娛樂的消息後，去拜託了宇妍的父母10個月，才順利讓宇妍進入公司。
小学低年級時學過跆拳道，練習到了黑帶二段，但之後因為課業關係而沒有繼續練習下去。

## 演藝生涯
2020年5月13日，以媒體為對象舉行了出道Showcase ，2020年5月14日以單曲專輯《EXCLAMATION》出道。
2020年10月14日，發佈了宇妍為Aestura拍攝廣告的新聞。
2020年出演了網路劇《趙雅書訂閱中2》、韓國JTBC播出的電視劇《Live on (韓國電視劇)》。
2022年出演了網路劇《Ongoing Loved One》、Disney+ 原創韓國影集《第三人稱復仇》。
2022年8月28日 ，與成員珉暑一起為迷你劇《魔女寶刀未老》演唱的OST《Make u Move》音源釋出。
2022年11月30日，與成員娜娜搭檔擔任Show Champion一日特別MC。
2023年6月23日，與成員娜娜一起出演的綜藝節目真人實境秀《Queendom Puzzle》播出。
2023年9月9日，擔任《2023仁川INK演唱會》主持MC之一。
2023年12月15日，網路劇《Spap and Spark》播出 。
2024年1月3日，為網路劇《Spap and Spark》演唱的OST《I’ll Find You》音源公開。這是宇妍的第一首個人單曲。
2024年3月29日，網路劇《Caffeine Romance》播出。
2024年8月1日，YouTube MUSHROOM COMPANY頻道發佈了宇妍的《Polaroid》Cover。
2025年2月19日，公司透過媒體表示宇妍將出演即將於3月28日開幕的音樂劇《Contact》。
2025年8月13日，發佈了宇妍出演音樂電影《Nerd Rhapsody》的新聞。

## 音樂作品

### OST
| 年份 | 發行日期 | 劇名           | 歌曲名稱      | 備註               |
| 2022 | 8月28日  | 魔女寶刀未老   | Make u Move   | 與成員珉暑一起演唱 |
| 2024 | 1月3日   | Spap and Spark | I’ll Find You |                    |

### COVER
| 年份   | 發行日期 | 播出平台         | 歌曲名稱           | 備註               |
| 2021年 | 6月22日  | WOOAH 우아       | First Love         |                    |
| 2021年 | 7月17日  | WOOAH 우아       | Through the Night  |                    |
| 2021年 | 8月6日   | WOOAH 우아       | Foolish Love       | 與成員珉暑一起演唱 |
| 2024年 | 8月1日   | MUSHROOM COMPANY | Polaroid           |                    |
| 2025年 | 2月11日  | WOOAH 우아       | BIRDS OF A FEATHER |                    |

## 影視作品
| 年份   | 播出日期               | 播出平台             | 劇名                      | 角色                |
| 2020年 | 10月23日               | Tooniverse           | 趙雅書訂閱中              | sya sya             |
| 2020年 | 11月17日               | JTBC                 | Live on                   | 都宇率              |
| 2022年 | 7月22日-9月14日        | LINE TV              | Mimicus模仿者（模仿章魚） | 女同學（客串第9集） |
| 2022年 | 8月26日                | NAVER Series On      | Ongoing Loved One         | 寶藍                |
| 2022年 | 11月9日—12月14日       | Disney+              | 第三人稱復仇              | 洪雅婷              |
| 2023年 | 12月15日-2024年1月10日 | Kok Tv               | Snap and Spark            | 文藝智              |
| 2024年 | 3月29日-5月24日        | YouTube-EDIYA COFFEE | Caffeine Romance          | 金女主              |
| 2024年 | 12月12日               | Pulse Pick           | 你的繆斯，我的女神        | 羅世妍              |

## 音樂劇
| 年份   | 演出日期        | 劇名                       | 角色    | 備註     |
| 2025年 | 3月29日-6月28日 | Contact                    | 永德    | 出演34場 |
| 2025年 | 7月19日         | FRIDA :The Last Night Show | Memoria | workshop |

## 出演節目
| 年份   | 播出日期         | 播出平台 | 節目名稱                                |
| 2023年 | 6月13日－8月15日 | Mnet     | Queendom Puzzle                         |
| 2024年 | 8月6日           | KBS Kpop | Lee Mujin Service                       |
| 2024年 | 8月27日          | JTBC     | Han Moon-chul's Dashcam Review (한블리) |

## 活動主持
| 年份   | 日期   | 公演名稱          | 備註                                               |
| 2023年 | 9月9日 | 2023仁川INK演唱會 | 與Golden Child成員李長埈和Xikers成員Hunter共同主持 |

## 個人出演電台
| 年份   | 日期    | 廣播電台 | 電台名稱    |
| 2022年 | 1月17日 | POWER FM | 裴勝載的TEN |
| 2024年 | 12月2日 | POWER FM | 裴勝載的TEN |